# Campionati svedesi di sci alpino 1989
Ai Campionati svedesi di sci alpino 1989 furono assegnati i titoli di discesa libera, supergigante, slalom gigante e slalom speciale, sia maschili sia femminili.

## Risultati
| Specialità      | Uomini              | Donne           |
| --------------- | ------------------- | --------------- |
| Discesa libera  | Lars-Börje Eriksson | Ulrika Wärvik   |
| Supergigante    | Peter Olsson        | Marina Hänström |
| Slalom gigante  | Lars-Börje Eriksson | Camilla Nilsson |
| Slalom speciale | Jonas Nilsson       | Camilla Nilsson |